# Овручский детинец
Овручский детинец (укр. Овруцький дитинець) — деревянный детинец древнерусского Вручия, ныне Овруча Житомирской области Украины. Его городище находится на крутой окружённой оврагами Замковой горе в юго-западной части Овруча на правом берегу реки Норинь. На городище сохранилась древнерусская Васильевская церковь. В эпоху Великого княжества Литовского на месте детинца был построен Овручский замок.

## История
Овруч (Вручий), как город-крепость на левом берегу реки Норинь, притока Ужа (бассейн Припяти), впервые упоминается летописью под 977 годом в связи с гибелью князя Олега Святославича. Первые письменные упоминания Овручского детинца встречаются со второй половины X века. Некоторые исследователи предполагают, что в X веке Вручий заменил бывшую древлянскую столицу Искоростень, сожжённую княгиней Ольгой в 945 году.
На высокой Замковой горе находился княжеский замок с жилищем князя (теремом), внизу селение, с одной стороны, защищённые глубоким рвом и земляным валом, а с другой — природным препятствием: речкой Норинь и непроходимыми болотами. При Рюрике Ростиславиче Вручий превратился в вотчину древлянских (овручских) князей. В связи с этим были обновлены не только укрепления детинца, но и возведены новые укрепления (окольный город) вокруг бывшего посада. Они состояли из деревянных городен и земляных валов.

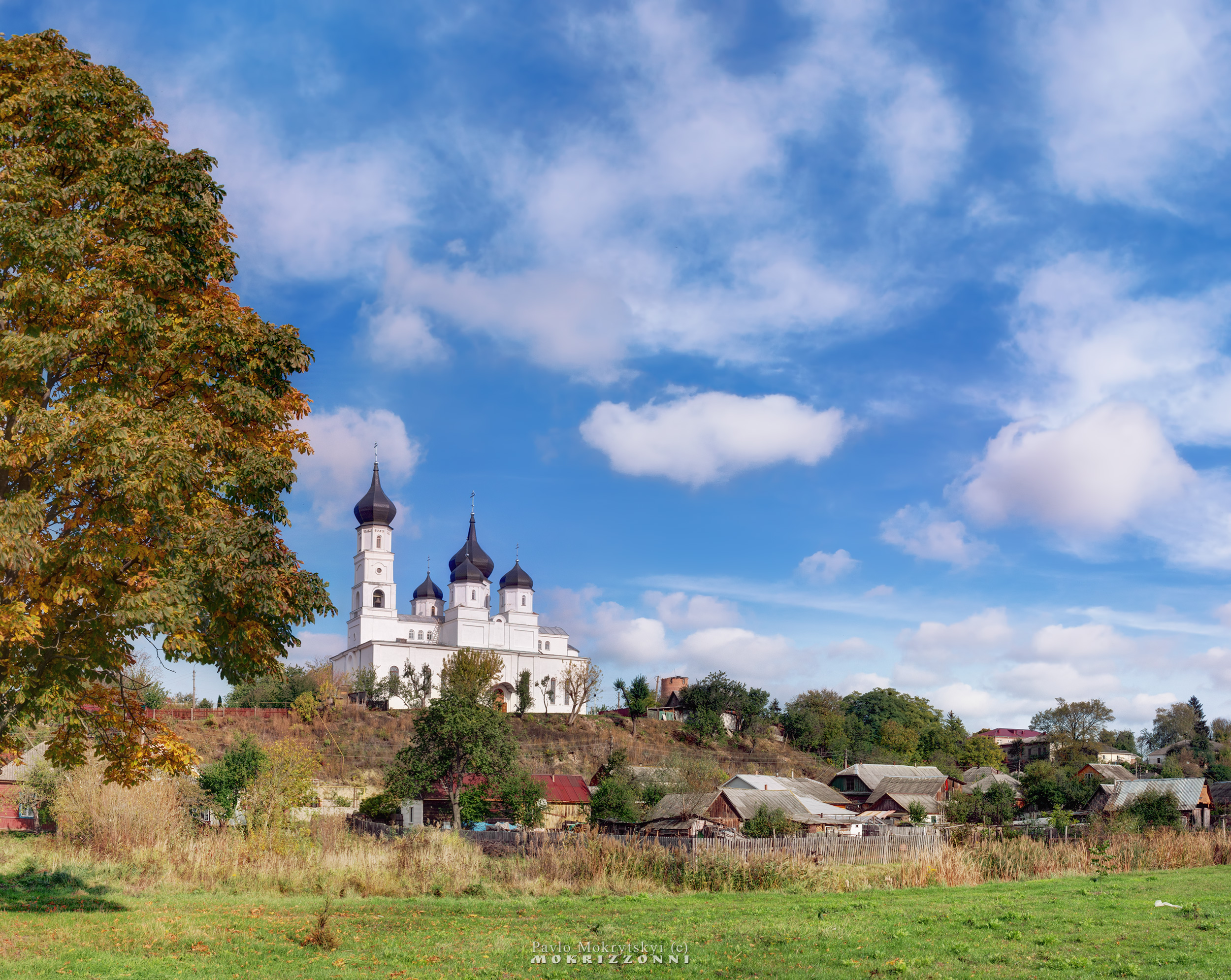
Преображенский собор на Замковой горе

В детинце находился княжеский «красный двор», где иногда жил подолгу сам князь, но чаще всего — посадник; здесь князья заводят своё хозяйство, содержат склады всякого «добра»: кож и мехов, металлических изделий, меда и воска, хлеба, вина и всяких других пищевых продуктов. В замок стекались дань и военная добыча, поборы и штрафы, товары и рабы, здесь была «вся жизнь» князей. Вокруг него возникали княжие села и слободы, и деревни сельских общинников постепенно втягивались в княжеское хозяйство. Всюду появлялась княжеская администрация, ставившая затесы на дубах и соснах, прокладывавшая межи, устанавливавшая всякого рода «знамения», строго преследовавшая за «перетес», каравшая всякого, кто «межу переорет» (то есть перепашет), пускавшая на некогда общинные выгоны стада скота с княжим «пятном». На землях вокруг замка появлялись княжеские охотничьи угодья, пашни, тут и там трудились княжеские холопы и смерды, ремесленники и рядовичи, хозяйничали огнищане и конюхи, тиуны и посельские. Вокруг замка жили дружинники — соратники князя по былым войнам и походам. Они были правой рукой князя. Из их среды выходит и княжеская администрация (посадники, даньщики, вирники, мечники и др.) и вотчинные слуги — огнищане, тиуны, старосты. Всех их «кормит» сельский люд, данники князя; в их пользу поступают некоторые поборы, с ними делится своими доходами князь, многие из них живут с князем под одной крышей и сидят на княжеских пирах за одним столом с ним. Но постепенно все большее и большее значение приобретают земля и доходы с неё. Теперь не дани с земли, а сама земля с сидящим на ней людом начинает представлять ценность в глазах дружинника. И вчерашний воин, мечтавший о военной добыче и грабеже, о ложках, выкованных из серебра, добытого князем в результате успешной войны, превращается в землевладельца. Из среды дружинников в будущем появится, так называемая, овручская околичная шляхта.
В 1240 году орды Батыя опустошили Овруч и разрушили его укрепления. Со временем крепость была отстроена, став одним из форпостов Киевского княжества, которое находилось в зависимости от Золотой Орды. В начале XIV века в состав Киевского княжества вошли Посемье и Переяславль, в уделах, в том числе и в Овручском, утвердились путивльские Ольговичи. Однако от них сохранились только смутные упоминания в синодиках. Судя по всему, они были вассалами галицко-волынских князей, расширивших юго-восточные границы своего влияния после падения в 1300 году улуса Ногая. В начале 1320-х годов Гедимин взял приступом Овруч и разрушил его укрепления.
После окончательного вхождения Овруча в состав Великого княжества Литовского в результате битвы на Синих Водах (1362 год) в Овруче был построен замок. Сегодня на этом месте находится парк.